# Прищепный, Юрий Анатольевич
Юрий Анатольевич Прищепный — военнослужащий подразделений специального назначения Главного разведывательного управления Генерального штаба Вооружённых сил Российской Федерации, погиб при исполнении служебных обязанностей во время Второй чеченской войны.

## Биография
Юрий Анатольевич Прищепный родился 27 мая 1981 года в городе Чарджоу Туркменской Советской Социалистической Республики (ныне — Туркменабад в Туркменистане) в семье военнослужащего, проходившего службу в местном гарнизоне. После окончания средней школы был призван на службу в Вооружённые силы Российской Федерации. Впоследствии был зачислен в подразделение специального назначения при Главном разведывательном управлении Генерального штаба Вооружённых сил Российской Федерации, стал старшим разведчиком отряда.
Во время Второй чеченской войны Прищепный много раз принимал участие в боевых действиях против формирований сепаратистов в зоне контртеррористической операции на Северном Кавказе. В частности, участвовал в вылазках с целью захвата или ликвидации таких известных полевых командиров, как Хаттаб и Шамиль Басаев.
26 мая 2001 года Прищепный с группой товарищей выполнял задачу в Веденском ущелье. При возвращении с задания спецназовцы попали в засаду бандитского формирования полевого командира Арби Бараева. В завязавшемся бою Прищепный уничтожил шестерых бандитов, но и сам получил тяжёлое ранение — ему оторвало левую руку. По захваченному у одного из террористов мобильному телефону он сумел связаться с командованием и вызвал огонь на себя. Выжившие боевики захватили его, тяжело раненого, в плен, и подвергли Прищепного жестоким пыткам. Подоспевшая подмога сумела отбить спецназовца, однако вскоре он скончался из-за многочисленных ножевых ранений. Менее чем через месяц Бараев, долгое время за садистские наклонности числившийся в «листе ликвидации», был обнаружен в схроне со своими сообщниками и обезврежен согласованными действиями трёх подразделений спецназа.
Похоронен на кладбище хутора Субботин в Михайловском городском округе Волгоградской области.
Указом Президента Российской Федерации Юрий Анатольевич Прищепный посмертно был удостоен ордена Мужества.

## Память
- В честь Прищепного названа улица на хуторе Субботин.
- На доме в Субботине, где жил Прищепный, установлена мемориальная доска[2].
- Юрию Прищепному посвятил свою песню российский автор-исполнитель Игорь Растеряев[3].